# تشارلز بوث
تشارلز بوث (بالإنجليزية: Charles Booth)‏ هو لاعب كرة قدم بريطاني (وحمل سابقاً جنسية المملكة المتحدة لبريطانيا العظمى وأيرلندا) في مركز الهجوم، ولد في 15 أغسطس 1869 في المملكة المتحدة، وتوفي في 1 سبتمبر 1898 في ولفرهامبتن في المملكة المتحدة. لعب مع نادي أرسنال ووولفرهامبتون واندررز وLoughborough F.C. ‏ ونادي غاينسبورو ترينيتي.